# Ferris, Texas
Ferris är en ort i Ellis County i delstaten Texas, USA.